# Košechabl'
Košechabl' (in lingua russa Кошехабль) è un centro abitato dell'Adighezia, situato nel Košechabl'skij rajon. La popolazione era di 7.181 abitanti al dicembre 2018. Ci sono 65 strade.